# طقطوقة (موسيقى)
الطقطوقة نوع من الموسيقى شرقي الأصل وجمعها طقطوقات.
لقد تعرف الموسيقيون على هذا النوع من أنواع الموسيقى عن طريق توافد بعض الموسيقين الشرقيين وخاصة منهم المصريون والسوريون لإحياء بعض حفلاتهم بالمغرب. والطقطوقة لون من ألوان الغناء العربي عرف بمصر في الأربعينيات من القرن المنصرم.و أشهر هده الطقطوقات (على بلدي المحبوب) لسيدة الطرب العربي أم كلثوم
و قالب الطقطوقة يتطلب نوعا خاصا في التلحين وكتابة الزجل والإلمام بالقواعد النغمية للمقام الذي تلحن فيه ويراعى فيه الانتقال اللحني حسب ما تقتضيه قاعدة الانتقال المقامي من جهة وحسن تصرف الملحن في إدخال بعض الأنغام العرضية دون المساس بأصل المقام.
تسمى في المغرب بالطقطوقة الجبلية خطأو الصحيح العيطة الجبلية لأن الموسيقي الجبلي لا يتوفر على شروط قالب الطقطوقة. كانت مجموعة تؤدي هذا النوع من الموسيقى من سكان الجبال بشمال المغرب ويسمون بجبالة. ولها طابع خاص بهم من حيت الأداء بالعزف على آلة موسيقبة مصنوعة من ظهر السلحفاة وتسمى سويسن. يصاحب العازفين نساء يرتدين اللباس التقليدي لهذه المنطقة من المغرب بحيث يرتدين فوق الملابس السفلى قطعة قماشية تسمى الدزة وعلى رؤسهن مضل هو داخل المغرب للرجال وبهذه الناحية يرتديه حتى النساء.
و للمزيد من المعلومات عن الطقطوقة لك بعض المراجع المهمة في شرح القوالب الموسيقية وأنواعها:
- مؤلف الموسيقى العربية للأستاد صالح المهدي
- مؤلف الموشحات الأندلسية للأستاد سليم الحلو